# Almudena de Benito
Almudena de Benito Alonso (Madrid, 1973) es una arquitecta urbanista  por la Escuela Técnica Superior de Arquitectura de Madrid (ETSAM) (1999) y doctora arquitecta por la  Universidad Politécnica de Madrid (UPM) (2018). Es directora y fundadora de Chiquitectos y docente en la Universidad Rey Juan Carlos desde 2014 en el grado de Fundamentos de la Arquitectura y en el de Diseño Integral y Gestión de la Imagen.

## Formación
Almudena de Benito estudió Arquitectura en la ETSAM de la UPM, donde se licenció en el año 1999. En 2018 defendió su tesis doctoral: “La infancia en casa. La transformación de los dispositivos domésticos espaciales vinculados a la niñez desde la Edad Media hasta la actualidad”  calificada con sobresaliente cum laude.

## Trayectoria
De Benito es fundadora de Chiquitectos un proyecto lúdico y educativo para implicar a los niños, niñas y jóvenes con el mundo que les rodea y despertar su interés por el entorno construido y el desarrollo sostenible.Actualmente compagina su dirección con la docencia universitaria, la investigación, la formación y la participación en congresos y jornadas sobre emprendimiento, arquitectura y educación e innovación pedagógica. 
Tras finalizar sus estudios se traslada a Viena en el año 2000 y colabora con Archipel architektur y Urbanfish architects, con los que participa como docente en la TU Wien. En 2001 vuelve a Madrid donde colabora con ACM arquitectura, 3G office y con la ingeniería Prointec, en el área de control y ejecución de obra. En 2006 entra a formar parte del equipo de Rogers Stirk Harbour + Partners y Vidal y Asociados arquitectos, donde participa en la dirección de obra del Aeropuerto de Zaragoza.
A mediados de 2011 lanza chiquitectos desde donde lleva a cabo proyectos en distintos puntos de la península para fundaciones, instituciones privadas y públicas, centros de educación infantil, primaria y secundaria y empresas, donde también realiza talleres de formación para adultos. El equipo de chiquitectos propone acciones urbanas siempre vinculadas a la idea de la ciudad como campo de juego y a la apropiación y colonización del espacio público. Sus programas educativos se imparten en distintos colegios, junto a talleres para docentes sobre la importancia de los espacios de aprendizaje. También realizan proyectos de participación infantil con el fin de implicar a los niños y las niñas en el diseño de la ciudad. 
Del año 2011 al 2015, imparte varias asignaturas en el máster de “Diseño infantil en Espacio y Producto” en el Instituto Europeo de Diseño. Madrid. Actualmente también realiza formación para profesores  y talleres para adultos en empresas.
En el año 2012 Chiquitectos fue uno de los 24 seleccionados para el III Foro de Nuevos Formatos de Arquia Próxima celebrado en La Coruña.
De Benito ha participado en “Arquitectas” en Centro Centro Cibeles un espacio reivindicativo de la importancia de la mujer en el mundo de la arquitectura.
En 2018, la acción urbana Rio Malasaña se expuso en el Pabellón de España en la Bienal de Venecia.